# Max Hammer (Maler)
Max Hammer (* 25. Dezember 1884 in Schwendi, Oberschwaben; † 10. November 1973 im Ulm) war ein deutscher Maler und Restaurator. 1969 schrieb er das Heimatbuch der Gemeinde Schwendi.

## Leben
Max Hammers Vater war der Kunsthandwerker Karl Hammer. Nach seiner Ausbildung wurde er ebenfalls Kunsthandwerker. Er lebte und arbeitete in Ulm. 35 Jahre lang übte er den Beruf des Restaurators aus, zudem betätigte er sich zeit seines Lebens als Maler. Von den Erträgen seiner Arbeit konnte Hammer mehr schlecht als recht leben. Nachdem er 1928 bei einem Arbeitsunfall seinen rechten Unterarm verloren hatte, arbeitete der Rechtshänder mit seiner linken Hand.
Mit der Schwendier Ortsgeschichte beschäftigte sich Hammer erstmals 1926, als er vom Landesamt für Denkmalpflege beauftragt wurde, die Flurnamen der Gemeinde Schwendi festzuhalten. Nach Aufgabe seines Berufs begann er mit den Vorbereitungen für ein Schwendier Heimatbuch. Sein Werk „Schwendi. Heimatbuch einer Gemeinde in Oberschwaben“ erschien 1969. Am 10. November 1973 starb Hammer im Alter von 89 Jahren. Max Hammer ist der Vater des Ulmer Restaurators und Künstlers Walter Hammer (* 17. April 1910; † 30. August 1980).

## Kunstwerke
Max Hammer fertigte 1963 gelungene Kopien der beiden Standbilder des gotischen Flügelaltars der Schwendier St.-Anna-Kapelle an. Sie sind nur bei geschlossenem Zustand des Altars zu sehen und zeigen die Stifter des Altars, Wilhelm von Schwendi († 1522) und seine Ehefrau Barbara von Schwendi, geborene Krafft von Dellmensingen († 1538). Die Originale der Standflügel waren im 18. Jahrhundert in den Besitz der Familie Krafft von Dellmensingen gelangt, 1954 stieß Hammer in einer Ausstellung in Ulm auf die Bilder. Nachdem ein Erwerb der Standbilder durch Max Weishaupt nicht möglich war, erhielt Hammer 1963 die Erlaubnis, Kopien anzufertigen und diese am Altar anzubringen.
Als Maler erhielt Hammer zahlreiche Aufträge von Einzelpersonen und Firmen. Erhalten geblieben ist unter anderem ein Wandgemälde, das er 1941 im Auftrag der Brauerei in Warthausen angefertigt hat. Die idyllische Szenerie zeigt Bauern bei der Hopfenernte. Heute ist das Gemälde im Restaurant „Zum wack'ren Schwaben“ in Warthausen zu sehen.
Hammer schuf außerdem eine Vielzahl von Ölgemälden, die sich unter anderem im Besitz der Gemeinde Schwendi befinden. Dazu gehören Landschaften, Stillleben, Dorfansichten und Porträts.

## Das Heimatbuch der Gemeinde Schwendi (1969)
Max Hammers Buch „Schwendi. Heimatbuch einer Gemeinde in Oberschwaben“, das 1969 erschienen ist, ist bis heute das Standardwerk zur Ortsgeschichte Schwendis. Nach jahrelanger Arbeit vollendete Hammer das Manuskript am 25. Dezember 1968, seinem 84. Geburtstag, wie er im Vorwort schreibt. Hammer war finanziell zunächst durch die Gemeinde unterstützt worden, später ausschließlich durch seinen Neffen Max Weishaupt, Chef der Weishaupt GmbH. Auf 224 Seiten widmet er sich der Geschichte des Dorfes: von der „Vorgeschichte“ bis in die 1960er Jahre. Herausragend sind die ausführlichen Kapitel über die Schwendier Kirchenbauten: Hammers Darstellungen der Pfarrkirche St. Stephanus und der St.-Anna-Kapelle zeugen von seinem breiten bau- und kunstgeschichtlichen Wissen. Auch die Dokumentation der Schwendier Flurnamen ist besonders wertvoll.
Einen Schwerpunkt bildet die Geschichte der Ortsherrschaft und einzelner Persönlichkeiten. Hammer erzählt die Geschichte „bedeutender Männer“, der Alltag der Bevölkerung spielt kaum eine Rolle. Das Kapitel „Schwendi im 19. und 20. Jahrhundert“ nimmt gerade einmal 15 Seiten ein. Eine kritische Auseinandersetzung mit dem Nationalsozialismus im Dorf findet nicht statt, nicht ungewöhnlich für die 60er Jahre. Den Schriftsteller Karl Aloys Schenzinger, dessen Familie aus Schwendi stammt, würdigt Hammer als einen „der meistgelesenen unserer Zeit“ ohne zu erwähnen, dass dieser die Vorlage für den NS-Propagandafilm „Hitlerjunge Quex“ verfasst hat. Hammer nennt sein Buch bescheiden einen „Versuch“, der „eines Tages durch neue Erkenntnisse und Kräfte weitergeführt wird.“ 40 Jahre später ist sein Buch immer noch die wertvollste Quelle zur Schwendier Ortsgeschichte – eine Fortführung der Arbeit Hammers steht aus.

## Ehrungen

Straßenschild der Max-Hammer-Straße in Schwendi

Für seine Tätigkeit als Restaurator wurde Hammer am 20. September 1955 mit dem Bundesverdienstkreuz am Bande ausgezeichnet. Seine Heimatgemeinde Schwendi ernannte ihn 1970 zum Ehrenbürger. Im Jahr 2002 beschloss der Gemeinderat Schwendi, eine Straße nach ihm zu benennen. Die Max-Hammer-Straße liegt im Neubaugebiet im Norden Schwendis.

## Buchveröffentlichung
- Max Hammer: Schwendi. Heimatbuch einer Gemeinde in Oberschwaben, Anton H. Konrad Verlag, Weißenhorn 1969